# Sherlock Holmes di fronte alla morte
Sherlock Holmes di fronte alla morte (Sherlock Holmes Faces Death), noto anche col nome di Sherlock Holmes incontra la morte, è un film del 1943 per la regia di Roy William Neill, sesta pellicola gialla basata sul personaggio di Sherlock Holmes della serie interpretata dalla coppia Basil Rathbone-Nigel Bruce e prodotta da Universal Studios.
È liberamente ispirato al racconto L'avventura del rituale dei Musgrave (The Adventure of the Musgrave Ritual), una delle storie contenute nella raccolta Il ritorno di Sherlock Holmes (1905) di Arthur Conan Doyle.

## Trama
Il dottor Watson sta prestando servizio come medico a Musgrave Hall, nel Northumberland, residenza di un'antica casata inglese che viene anche utilizzata come ospedale per un ristretto numero di soldati che devono riprendersi da traumi psicologici ricevuti a causa della guerra in corso.
Quando Sally Musgrave dimostra il suo affetto per uno dei piloti americani ricoverati nella sua abitazione, viene osteggiata dal capitano Pat Vickery, anch'egli residente ricoverato, nonché dai suoi fratelli Geoffrey e Phillip.
Uno dei medici che collabora con la casa di cura, il dottor Sexton, viene assalito da uno sconosciuto durante una passeggiata. Il dottor Watson, prendendosi cura dell'amico, decide di chiamare ad indagare l'amico fraterno Sherlock per fare chiarezza sull'accaduto.
Al suo arrivo alla residenza, Sherlock Holmes scopre la salma di Geoffrey Musgrave. L'ispettore Lestrade di Scotland Yard è incaricato di risolvere il caso di omicidio e immediatamente arresta il capitano come sospetto.
Holmes è di un'altra opinione circa la colpevolezza del pilota e continua a compiere indagini per proprio conto. Phillip diviene formalmente il nuovo capo di casa con l'aiuto della sorella e di un complesso e antico rituale di famiglia. Dopo un solo giorno, anche Phillip viene trovato assassinato.
Lestrade arresta il maggiordomo di famiglia, Alfred Brunton, colpevole secondo lui dell'omicidio, mentre Holmes e Watson si dedicano allo studio del "Rituale Musgrave" che la famiglia usa per nominare il nuovo capofamiglia dopo la morte di quello in carica. Nelle parole apparentemente senza senso del rituale, si ritrova un gioco di scacchi che può essere giocato sul pavimento a scacchi dell'ingresso della villa. Durante la riproduzione di questa partita descritta giocata coi membri della famiglia e con gli ospiti presenti, Holmes scopre una cripta sotterranea segreta, dove Brunton viene trovato assassinato. 
Holmes pretende di portarsi nella cripta per esaminare il corpo in cerca di indizi, ma la vera ragione di tale gesto e che egli spera di attirare l'assassino allo scoperto facendolo agire nuovamente.